# Drosophila melina
Drosophila melina är en tvåvingeart som beskrevs av Wheeler 1962. Drosophila melina ingår i släktet Drosophila och familjen daggflugor.
Artens utbredningsområde är Västindien, Panama och Colombia.